# Pyrus spinosa
Il pero mandorlino (Pyrus spinosa Forssk., 1775) è una pianta appartenente alla famiglia delle Rosaceae, presente nell'Europa mediterranea.

## Descrizione

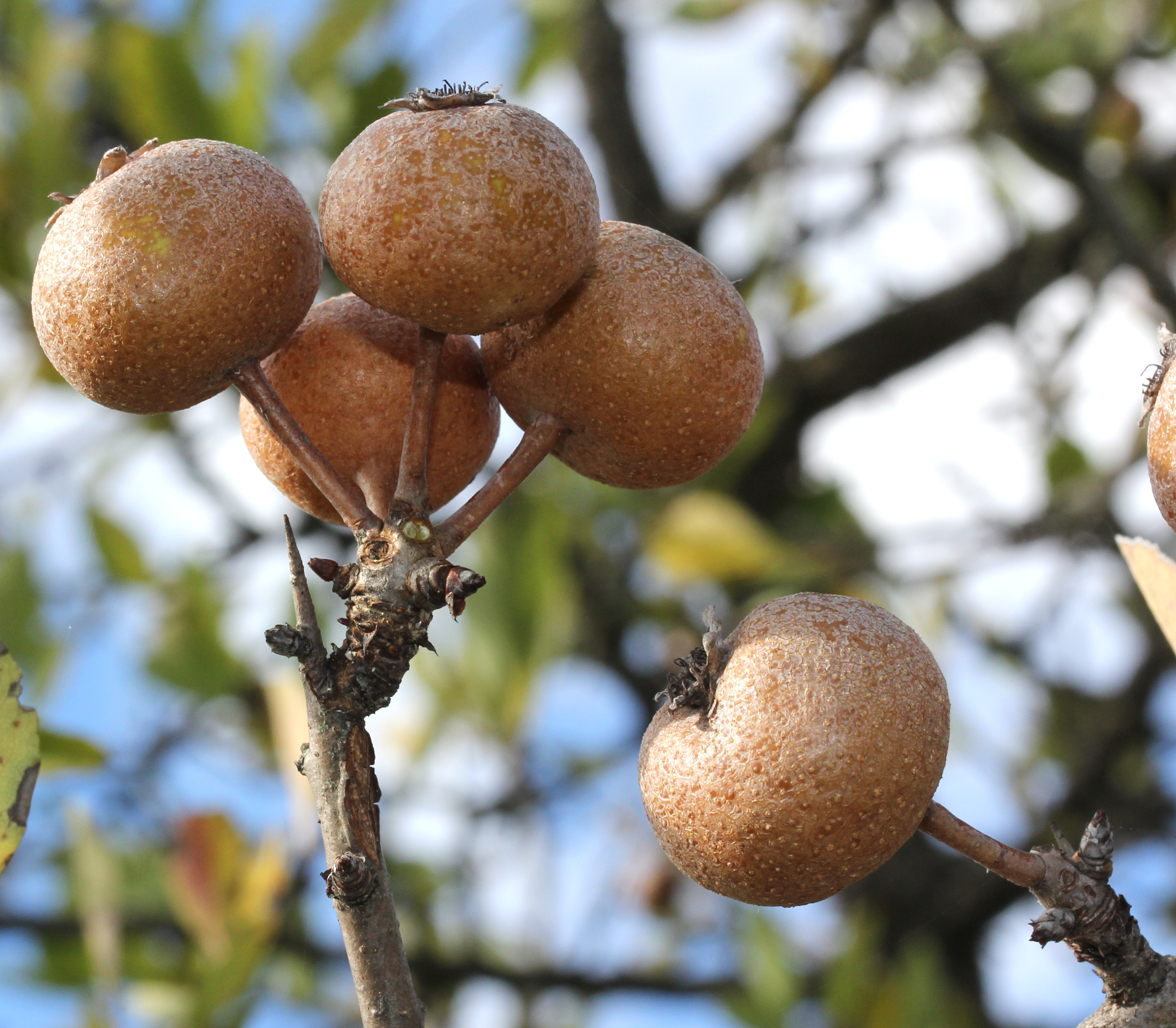
Frutti di pero mandorlino

È un arbusto o piccolo albero a lento accrescimento, alto fino a 12 metri con fusto e rami principali eretti, chioma poco densa.

Le foglie sono molto variabili, generalmente oblungo-lanceolate, (1-2,5 – 3–7 cm), con apice rotondato od acuto e base arrotondata. La pagina inferiore è bianco-tomentosa nella fase giovanile e quasi glabra successivamente. Quella superiore nelle foglie adulte è lucida ed assume tonalità azzurrognole. Il picciolo è lungo 10–20 mm ed i margini sono interi o finemente crenati.

I fiori (8-12) sono raccolti in cime ombrelliformi. I petali, bianchi ed ellittici (5-6 – 7–8 mm), sono interi o più spesso leggermente bilobi all'apice, con breve unghia alla base. I boccioli, sulla parte terminale, presentano una colorazione rossastra simile al melo. La fioritura avviene da marzo a maggio a seconda delle altitudini e dell'esposizione.

I frutti globosi, di 2–4 cm di diametro, con peduncolo robusto e lungo quanto il frutto o più, sono di colore bruno-giallognolo e maturano in settembre-ottobre.
Lo si trova frequentemente come arbusto alto sui 3 metri ma può raggiungere i 10 metri di altezza e i 4 metri di circonferenza come il monumentale pero di Pianetti a Gratteri nel parco delle Madonie.

## Distribuzione e habitat
È specie steno-mediterranea diffusa dalla Spagna fino alla Turchia con particolare riferimento alle seguenti regioni: Catalogna, Provenza, Italia centro-meridionale, Istria, Dalmazia, Serbia meridionale, Peloponneso, Creta, Rodi, Bitinia e Tracia.

## Sinonimi
- Crataegus amygdaliformis (Vill.) Chalon [1954, Bull. Soc. Roy. Bot. Belg., 7 : 174]
- Pyrus amygdaliformis Vill. -- Cat. Jard. Pl. Strasbourg 323. 1807]
- Pyrus amygdaliformis Vill. var. oblongifolia (Spach) Nyman [1879, Consp. Fl. Eur. : 241]
- Pyrus angustifolia Decne. [1835, Ann. Sci. Nat. Bot., sÚr. 2, 4 : 359]
- Pyrus communis L. subsp. amygdaliformis (Vill.) Braun-Blanq. [1919, Annuaire Conserv. Jard. Bot. GenÞve, 21 : 35]
- Pyrus communis L. var. amygdaliformis (Vill.) Fiori in Fiori & Paol. [1898, Fl. Anal. Ital., 1 : 599]
- Pyrus cuneifolia Guss. [1826, Pl. Rar. : 202]
- Pyrus oblongifolia Spach [1834, Hist. Nat. VÚg., 2 : 128]
- Pyrus parviflora Desf. [1808, Ann. Mus. Paris, 12 : 52, tab. 4]
- Pyrus pyrainus Raf. [1814, Specch. Sci., 2 : 173]
- Pyrus salviifolia DC. var. amygdaliformis (Vill.) Griseb. [1843, Spicil. Fl. Rumel., 1 : 92]
- Pyrus sinaica Thouin [1815, MÚm. Mus. Paris, 1 : 170, tab. 9]